# Augochlora aurinasis
Augochlora aurinasis är en biart som först beskrevs av Joseph Vachal 1911.  Augochlora aurinasis ingår i släktet Augochlora och familjen vägbin. Inga underarter finns listade.